# 菲多岛
菲多岛（Île Feydeau）曾经是法国南特卢瓦尔河中心的一个岛屿，自1721年开始使用目前的名称，得名于公爵的管家。1930年因卢瓦尔河支流淤塞，已不再是一个岛屿。
菲多岛的北面与南特城之间，由富兰克林罗斯福林荫道隔开；南面与凉亭岛（l'île Gloriette）之间，由菲利克斯-埃布埃街、蒂雷纳林荫道和奥诺雷·德斯蒂安·多尔韦（Honoré d'Estienne-d'Orves）林荫道隔开。旧日的滨河路，今日已成为南部的蒂雷納林荫道，以及北部的Duguay-Trouin林荫道。直到1730年代，它通过鱼桥（pont de la Poissonnerie）连接城市，通过百丽十字桥（pont de Belle Croix）连接凉亭岛。
1721年之前，岛屿尚不稳定，是一个贫穷的郊区。只有一座建于1443年的圣母小堂和鱼市场。自1721年开始城市化，一年后南特市收购土地。由于地基不稳定和洪水的原因，工程一直持续到革命前夕。到1750年，还只建成了四座建筑。1755年以后建设速度加快，建筑师皮埃尔·卢梭仿效荷兰，在地基打下木筏。此后许多南特商人竞相在此兴建豪宅
在十九世纪下半叶，岛上曾有两个重要公共设施：西端的小荷兰室内市场和东端的鱼市场。这两座建筑物分别在1932年和1940年被拆除。
著名作家儒勒·凡尔纳故居，位于奥利维·德·克里松林荫道和Kervégan街转角。